# Biatlon na Zimních olympijských hrách 2014 – smíšená štafeta
Smíšená štafeta na Zimních olympijských hrách 2014 se konala ve středu 19. února v lyžařském středisku v Centru biatlonu a běžeckého lyžování Laura nedaleko Krasné Poljany. Bylo to vůbec poprvé, co se tahle disciplína objevila na zimních olympijských hrách. Zahájení smíšené štafety proběhlo v 18.30 hodin místního času UTC+4 (15.30 hodin SEČ).
Premiérovým vítězem této disciplíny se stal tým Norska, který zvítězil o více než třicet sekund před druhým Českem, pro které to byla už pátá medaile na této olympiádě. Bronz brali Italové, paradoxně všichni reprezentanti Itálie byli německy mluvící. Na čtvrtém místě (s časem 1:10:58,3) původně dojela německá štafeta, ovšem po dopingovém případu Evi Sachenbacherové-Stehleové, která měla po předchozím závodě s hromadným startem pozitivní nález, byla diskvalifikována. Štafeta Ruska, která původně dokončila závod na pátém místě a po diskvalifikaci Němek se posunula na čtvrtou příčku, byla v roce 2017 sama diskvalifikována za doping Olgy Viluchinové. Po rozhodnutí Mezinárodní sportovní arbitráže a definitivní diskvalifikaci Ruska změnila v září 2021 Mezinárodní biatlonová unie výsledkovou listinu a v květnu 2022 Mezinárodní olympijský výbor rozhodl o přerozdělení udělených diplomů.

## Výsledky
| Pořadí                                                                                    | Č. | Stát                                                                                             | Čas       | Střelba | Ztráta  |
| ----------------------------------------------------------------------------------------- | -- | ------------------------------------------------------------------------------------------------ | --------- | ------- | ------- |
| 01.                                                                                       | 2  | Norsko · Tora Bergerová · Tiril Eckhoffová · Ole Einar Bjørndalen · Emil Hegle Svendsen          | 1:09:17,0 | 0+2     | —       |
| 02.                                                                                       | 1  | Česko · Veronika Vítková · Gabriela Soukalová · Jaroslav Soukup · Ondřej Moravec                 | 1:09:49,6 | 0+7     | +32,6   |
| 03.                                                                                       | 4  | Itálie · Dorothea Wiererová · Karin Oberhoferová · Dominik Windisch · Lukas Hofer                | 1:10:15,2 | 0+6     | +58,2   |
| 4.                                                                                        | 12 | Slovensko · Jana Gereková · Anastasia Kuzminová · Pavol Hurajt · Matej Kazár                     | 1:11:04,7 | 0+10    | +1:47,7 |
| 5.                                                                                        | 5  | Francie · Marie Dorinová Habertová · Anaïs Bescondová · Jean-Guillaume Béatrix · Martin Fourcade | 1:12:04,3 | 1+8     | +2:47,3 |
| 6.                                                                                        | 3  | Ukrajina · Natalja Burdygová · Marija Panfilovová · Andrij Deryzemlja · Serhij Semjonov          | 1:12:05,2 | 1+8     | +2:48,2 |
| 7.                                                                                        | 11 | Spojené státy americké · Susan Dunkleeová · Hannah Dreissigackerová · Tim Burke · Lowell Bailey  | 1:12:20,1 | 1+13    | +3:03,1 |
| 8.                                                                                        | 9  | Rakousko · Lisa Hauserová · Katharina Innerhoferová · Daniel Mesotitsch · Friedrich Pinter       | 1:12:34,8 | 1+7     | +3:17,8 |
| 9.                                                                                        | 8  | Bělorusko · Ludmila Kalinčiková · Nastasia Dubarezavová · Vladimir Čepelin · Jevgenij Abramenko  | 1:13:11,8 | 0+9     | +3:54,8 |
| 10.                                                                                       | 10 | Kanada · Megan Imrieová · Rosanna Crawfordová · Brendan Green · Scott Perras                     | 1:13:27,7 | 0+8     | +4:10,7 |
| 11.                                                                                       | 13 | Švýcarsko · Elisa Gasparinová · Selina Gasparinová · Benjamin Weger · Simon Hallenbarter         | 1:13:33,9 | 0+9     | +4:16,9 |
| 12.                                                                                       | 14 | Polsko · Krystyna Pałková · Magdalena Gwizdońová · Łukasz Szczurek · Krzysztof Pływaczyk         | 1:13:36,0 | 0+6     | +4:19,0 |
| 13.                                                                                       | 15 | Kazachstán · Jelena Chrustalevová · Darja Usanovová · Jan Savickij · Anton Pantov                | 1:15:46,4 | 0+6     | +6:29,4 |
| 14.                                                                                       | 16 | Estonsko · Kadri Lehtlaová · Darja Jurlovová · Kauri Kõiv · Daniil Steptšenko                    | LAP       | 6+17    | +9:99,9 |
| DSQ                                                                                       | 7  | Německo · Evi Sachenbacherová-Stehleová · Laura Dahlmeierová · Daniel Böhm · Simon Schempp       | 1:10:58,3 | 0+9     | +1:41,3 |
| DSQ                                                                                       | 6  | Rusko · Olga Zajcevová · Olga Viluchinová · Jevgenij Garaničev · Anton Šipulin                   | 1:11:04,4 | 1+8     | +1:47,4 |
| Č. – startovní číslo týmu, LAP – tým byl předběhnut o kolo, DSQ – tým byl diskvalifikován |    |                                                                                                  |           |         |         |